# Gorges du Tarn Causses
Gorges du Tarn Causses község Franciaország Okcitánia régiójában, Lozère megyében. Új községként 2017. január 1-jén jött létre Sainte-Enimie, Montbrun és Quézac korábbi községek egyesítésével.

## Népesség
| Lakosok száma | 981  | 953  | 931  | 909  | 905  | 901  | 901  |
|               | 2015 | 2017 | 2018 | 2019 | 2020 | 2021 | 2022 |